# Aeroportul Norman's Cay
Aeroportul Norman's Cay (IATA: NMC, ICAO: MYEN) este un aeroport din Black Point⁠(d), Bahamas ce deservește zona Norman's Cay⁠(d). A fost numit după zona deservită.
Situat la o altitudine de 2 m, aeroportul dispune de o singură pistă.